# 布列塔尼號戰列艦
布列塔尼號戰列艦（法語：Bretagne）是法國海軍建造的超無畏艦，同時是布列塔尼级首舰，其同型艦為普羅旺斯號與洛林號，該艦於1912年7月在布雷斯特兵工廠放置龍骨，並於1913年4月下水，至1916年2月正式在法國海軍服役。本艦以法國布列塔尼大區命名，主砲採用10門340（13英寸）口徑火砲，並設置在5座二聯裝砲塔內。
當第一次世界大戰爆發時，布列塔尼號被編入法國地中海艦隊，並隨隊駐防在克基拉島，阻止奧匈帝國海軍突破亞得里亞海。然而因奧匈帝國海軍的艦隊出港巡航次數較少，因而布列塔尼號在戰時較無建樹。1920到1930年代期間，當時布列塔尼號的同型艦皆轉為後備役，但本艦仍持續服役於法國海軍，同時間經歷過2次現代化改裝，並在大西洋與地中海兩處執行多次例行性海上演習與巡航任務。西班牙內戰期間，由於法國奉行不干涉主義，布列塔尼號僅在沿岸執行巡邏任務。
當第二次世界大戰於1939年9月爆發後，布列塔尼號在戰爭初期前去大西洋執行商貿護航任務。法國政府於1940年6月22日投降後，布列塔尼號正停靠在法屬阿爾及利亞凱比爾港內。由於英國擔心德國海軍會徵收法國艦艇來擴張勢力，遂派遣皇家海軍在1940年7月3日發動凱比爾港海戰，而布列塔尼號在海戰中被胡德號、決心號、勇士號的密集火炮擊沉，艦上36名軍官、151名士官、825名船員喪生，是該海戰中人員傷亡最慘重的艦艇。翻覆的船體後來於1952年被打撈上岸，並直接拆解。

## 設計

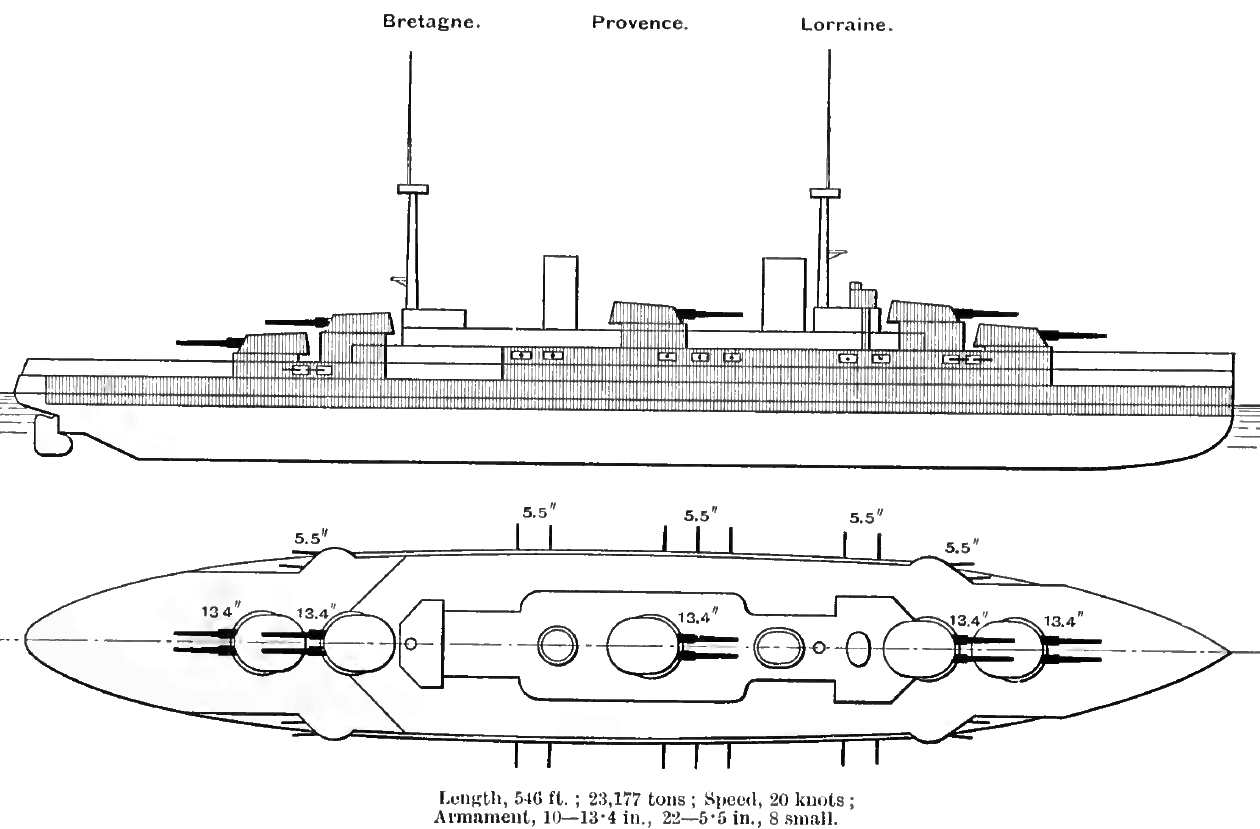
布列塔尼級描繪圖，出自1915年的布拉希海軍年鑑（Brassey's Naval Annual）。

布列塔尼級戰艦的設計改良自前一型孤拔級戰艦，在主炮上配備比孤拔級更強大的型號，但當時法國造艦尺寸受到造船廠船塢容量限制而無法加長艦身，迫使主炮塔位置太過靠近艦身末端，對耐海性能產生不利影響。本艦船體全長166（544英尺7英寸）、船寬27（88英尺7英寸）、滿載時吃水深度約9.1（29英尺10英寸）；艦體正常排水量為23,936公噸（23,558長噸），滿載時約落在26,600公噸（26,200長噸）。出航執勤時，若是在二等船狀態下可容納34名軍官與1159名乘員，但若是擔任旗艦時則可容納至42名軍官與1208名乘員。
本艦推進系統授權帕森海洋蒸汽輪機公司製造4組帕森型蒸汽渦輪發動機，每組發動機驅動2個傳動軸，另外搭配24組尼克勞斯（Niclausse）式管型鍋爐，運轉時動力可輸出至28,000匹公制馬力（20,594千瓦特；27,617匹軸馬力），使航速達到21節（39每小時；24英里每小時）；然而在海試時，實際航速從沒超過20.6節（38.2每小時；23.7英里每小時）。出航時艦上可裝載2,680公噸（2,640長噸；2,950短噸）燃煤，在搭配足夠的燃油及10節（19每小時；12英里每小時）航速下，巡航半徑可達到4,700海里（8,700；5,400英里）。
主要武器部分，布列塔尼號採用10門340公釐45倍徑1912年型主砲，並裝設在5座二聯裝砲塔內，所有砲塔全配置於船軸線上，船艏與船艉分別以背負式布局各配置2座砲塔，另外在船舯還配有1座主砲塔。艦上次要武器方面則配有22門138公釐口徑1910年型海軍砲在船側炮廓內；7門47（1.9英寸）口徑1902年型火砲中，2門裝設於前上層建築上方，另外5門則分別配置於各個主砲塔頂部，在服役前當次口徑射擊用；船體水線下還裝有4組450（18英寸）魚雷管，左右兩邊舷侧各有2組，甲板下方同時設有倉儲可存放20到28枚水雷。本艦的水線裝甲帶厚度在140至250（5.5至9.8英寸）之間，裝甲帶最厚的區域在船舯部位；主砲塔以300（11.8英寸）厚的裝甲板保護，160 mm（6.3英寸）厚的裝甲板用來保護炮廓。弧形裝甲甲板平面厚度為40 mm（1.6英寸），外傾部分的厚度則是70 mm（2.8英寸）；司令塔則以266（10.5英寸）厚的裝甲覆蓋。

## 服役歷程

### 1912年至1923年

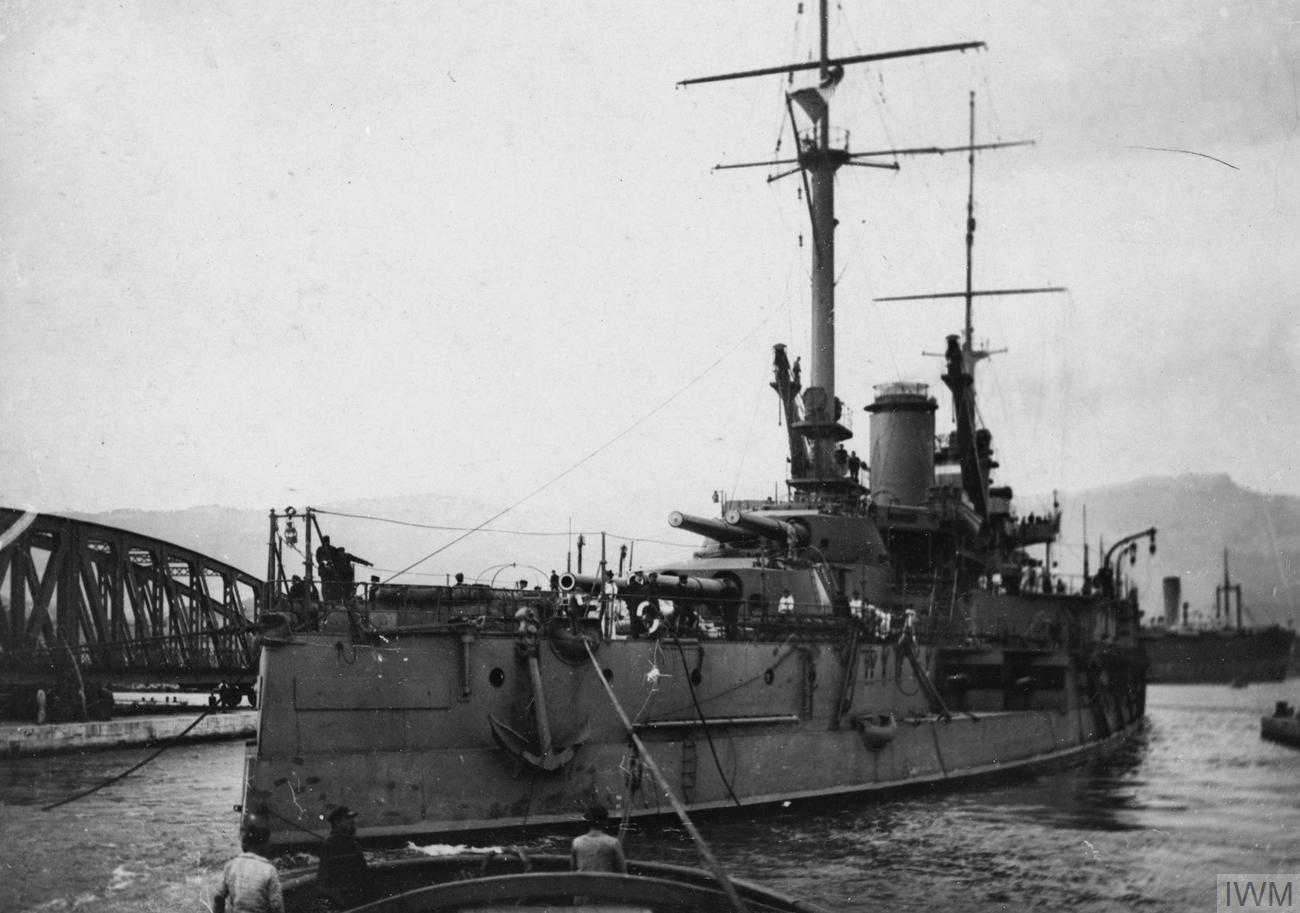
布列塔尼號於1916年10月23日停靠於土倫港內之攝像。

當布列塔尼級戰艦設計方案通過後，法國海軍於1912年5月1日向造船廠下訂，並以布列塔尼半島命名首艦。本艦的龍骨接下來於1912年7月22日在布雷斯特兵工廠鋪設，1913年4月21日時下水，並於1915年11月29日完工。1916年2月10日，布列塔尼號正式於法國海軍服役。當布列塔尼號開始服役後，於1916年5月10日成為第1戰鬥分艦隊第1總隊旗艦，由分艦隊指揮官海軍中將多米尼克-馬里·戈謝指揮。為防止奧匈帝國艦隊從亞得里亞海突破至地中海，布列塔尼號與其艦隊的大部分時間裡都駐防在科孚島，來維持奧特朗托封鎖線，同時攔阻德國及奧匈帝國的U型潜艇前往地中海執行任務。駐防的艦隊也同時向希臘達到威嚇作用，避免希臘倒向同盟國。然而在戰爭期間，由於奧匈帝國的艦隊大多停靠在港內，使得本艦在一戰中較無交戰；到了後期，艦上有一部分船員被調往他處操縱反潛戰載具。由於科孚島上的燃煤在戰爭後期嚴重短缺，使布列塔尼號於1917年間僅能在島上港口停靠一整年。艦上的47（1.9英寸）口徑1902年型火砲於1918年被拆卸，改換成2門75（3.0英寸）口徑1897年型火砲充當防空炮用。第一次世界大戰結束後，布列塔尼號於1918年11月返回土倫。
1919年6月12日至1920年10月18日這段期間內，布列塔尼號在土倫花費4個多月進行改裝；包括將340（13英寸）口徑主砲的最大仰角從12度增至18度，使主砲最大射程提高到21,000（23,000碼）。前甲板4門138（5.4英寸）口徑火炮在航行時僅能在天氣良好的狀況下運作，一旦遭遇波濤洶湧的海面，激起的浪花會沖刷砲管，使得該火砲進水而癱瘓，最後考慮其使用效率過低而移除；另外，原本前船樓以75（3.0英寸）口徑防空炮與2門47（1.9英寸）口徑防空炮混搭配置，改由4門75（3.0英寸）口徑1918年型防空炮取代，並將新的防空炮配置在船舯。艦上的前桅杆改換成三脚桅杆，並將主桅高度縮短，以允許艦上仍能繫留鳶式氣球。射控系統方面則是安裝維克斯系統，同時搭配3.66（12英尺0英寸）長的測距儀在三脚桅杆之上，另外增加2組2（6英尺7英寸）長的測距儀，放置在船艛建築兩側，供138（5.4英寸）口徑火炮使用。法方人員還曾經嘗試將起飛平台安裝在第2號與第4號主砲頂部，供飛機起飛用，但最後沒有成功。
1921年6月6日，布列塔尼號成為地中海艦隊的旗艦，由海軍中將亨利·薩隆指揮。接下來本艦隨同普羅旺斯號抵達勒阿弗爾參與海軍艦隊檢閱，至9月才返回土倫。在此期間，海軍中尉保羅·塔斯特曾使用本艦進行一連串的戰機俯冲轰炸實驗。1922年2月18日至3月1日期間，布列塔尼號與法蘭西號一同接待來訪滨海自由城的英國海軍伊麗莎白女王號及考文垂號。同年6月28日時，兩艦將前奧匈帝國海軍歐根親王號戰艦當作靶艦執行砲術訓練，歐根親王號最終被兩艦擊沉。1922年7月18日，布列塔尼號與法蘭西號、巴黎號開始一同執行巡航任務，訪問位於比斯開灣與英吉利海峽上的各個法國港口。然而法蘭西號在同年8月25日晚上至26日凌晨正要駛入基伯龍港內時不甚觸礁，船身進水數小時後便翻覆沉沒。布列塔尼號與巴黎號隨後趕來營救絕大多數遇難的船員，僅有3人在此事故中殉職。本艦於1923年持續執行海上演習，然而在1923年6月22日時於法屬突尼斯比塞大運河擱淺，所幸此次只是短暫的意外，艦體也沒有受損。同年9月1日，布列塔尼號將地中海艦隊旗艦一職轉交給普羅旺斯號。

### 1924年至1939年

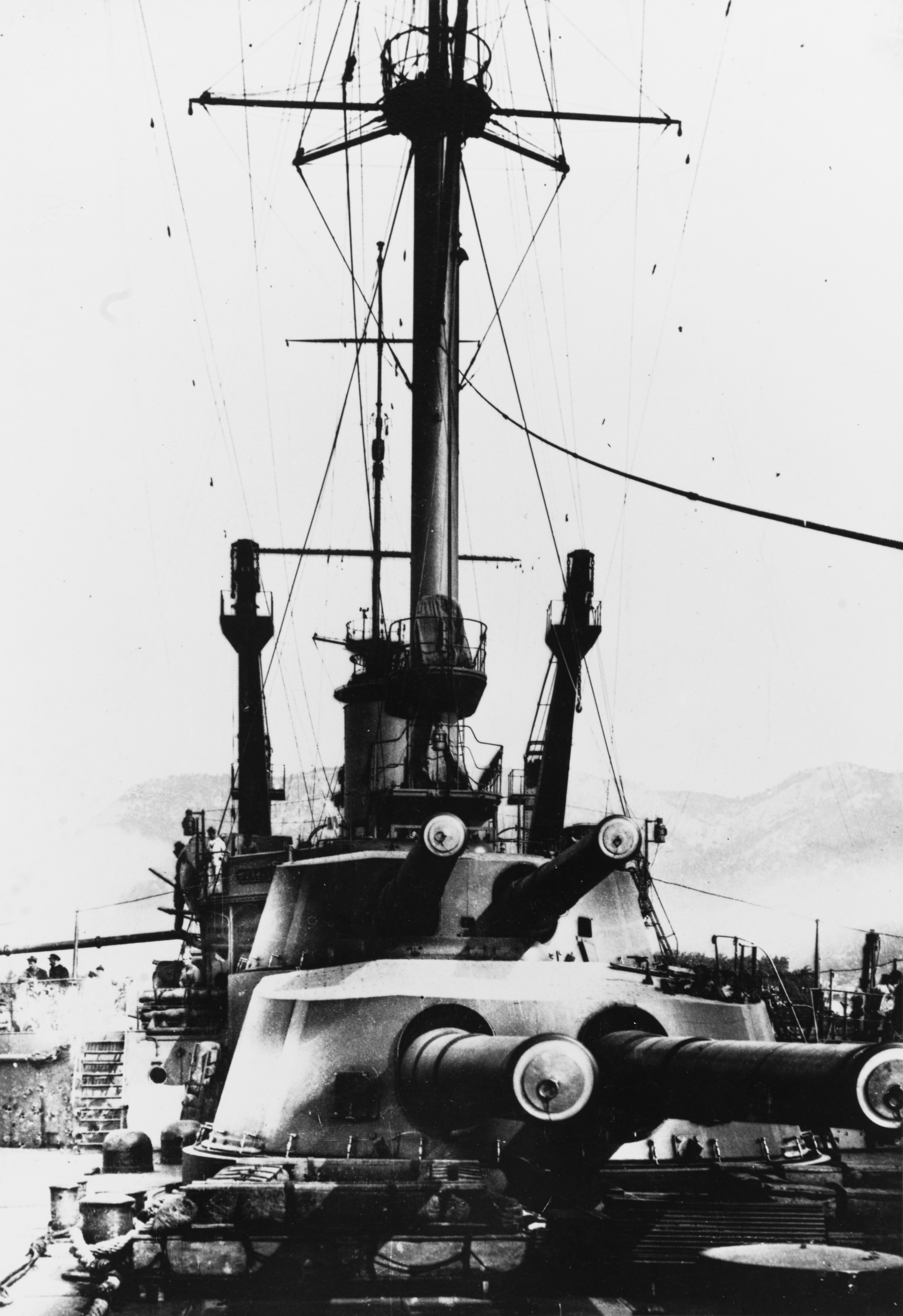
布列塔尼號船艉砲塔，攝於1919年。

1924年5月1日至9月29日期間，布列塔尼號在土倫進行大修，項目包括主砲最大仰角提升至23度，使最大射程增加到23,700（25,900碼）；前船體部分裝甲移除，以減輕船艏重量並增加前乾舷高度；其中4組鍋爐改換成燃油式鍋爐，同時移除起飛平台；另加裝2組1.5（4英尺11英寸）長的高角度測距儀，供防空炮使用。在大修結束後，布列塔尼號於1925年10月回到地中海艦隊，並再度成為該隊旗艦。1926年4月27日至5月1日期間，海軍部長乔治·莱格搭乘本艦前往馬爾他進行官方訪問。由於布列塔尼號的部分鍋爐準備於1927年10月1日大修，因此地中海艦隊旗艦一職改由普羅旺斯號擔任。這次大修時程從1927年11月15日至1928年5月12日，法國海軍還順便將艦上的射控系統升級，原安裝在指揮儀控制塔的維克斯（Vickers）系統換成夏蒙德－格拉纳特（Chamond-Granat）系統；除了砲塔內設置的2（6英尺7英寸）長測距儀以外，其它原先的測距儀皆被更換；另加裝2副4.57（15英尺0英寸）長的測距儀在司令塔頂部，以及前桅頂部的指揮儀控制塔與主桅底部。為了量測瞄準目標與實際落彈點之間的距離，工程人員加裝2組測距儀，其中1副3（9英尺10英寸）的型號安裝在指揮儀控制塔內，另1副長8.2（26英尺11英寸）且可橫移的型號安置在第2號主砲塔頂部，還有安裝1副2（6英尺7英寸）長的測距儀供副炮使用。
1928年7月3日，布列塔尼號、普羅旺斯號、洛林號一同前往勒阿弗尔參加由法國總統加斯东·杜梅格主持的艦隊檢閱典禮，隔年3艦一同在地中海度過。布列塔尼號後來於1930年5月10日隨普羅旺斯號、巴黎號參加由總統杜梅格所主持的征服阿爾及利亞100周年紀念暨艦隊檢閱典禮。1930年10月1日，法國海軍將布列塔尼號退役，並準備在1932年7月1日對其進行現代化改裝。原先在艦上的燃煤鍋爐全更新為小型燃油鍋爐，鍋爐佔用空間的縮小讓第2鍋爐艙得以改裝為儲油槽，使艦上燃油儲存量提升至2,500公噸（2,500長噸）。內側螺旋槳軸改由帕森齒輪傳動巡航渦輪機驅動，並更換了驅動外部螺旋槳軸的高壓渦輪機。4組450（18英寸）魚雷管與船艉4門138（5.4英寸）口徑火炮被移除，砲墎上的火炮炮窗也用裝甲板封閉之；4門75（3.0英寸）口徑1918年型防空炮改換成8門75（3.0英寸）口徑1922年型火炮，另外還安裝新的指揮儀控制塔及一對配有2（6英尺7英寸）測距儀的防空火砲指揮儀。
在1934年11月12日完成現代化改裝後，布列塔尼號與普羅旺斯號一同編入第2戰鬥分艦隊第2總隊，並駐紮在土倫執行例行性訓練。1934年6月下旬，布列塔尼號與聯合艦隊一同參與海上演習，接著在同年10月29日至12月3日間進行短暫地改裝。1935年5月11日，本艦隨隊於亞速群島進行海上操演，之後在亞速群島、法屬摩洛哥等地進行港口訪問，最後於1935年6月16日抵達布雷斯特。隨著法國與納粹德國之間的緊張局勢上升，法國海軍司令部決定加強布雷斯特分艦隊來威懾德國，因此布列塔尼號與其同型艦在接下來的十年中大多數時間幾乎都常駐在布雷斯特港口。1935年7月7日至11日間，布列塔尼號與普羅旺斯號一起在布列塔尼格鲁瓦進行炮術射擊訓練。本艦原屬於第2戰鬥分艦隊，在1935年8月15日更名為大西洋分艦隊（法語：Escadre de l'Atlantique）。從1936年開始，所有布列塔尼級戰艦上的4.57（15.0英尺）測距儀都換成5（16英尺）測距儀。接下來本艦隨大西洋分艦隊執行巡航任務，訪問葡萄牙亞速爾群島、西班牙馬德拉群島、葡屬維德角、法屬摩洛哥等港口，並於1937年2月26日返回布列斯特。由於西班牙內戰於1936年7月爆發，法國在此戰中奉行不干涉主義，僅派遣布列塔尼號等艦在戰爭期間於西班牙沿岸執行巡邏任務，所有巡邏任務直到1937年8月才結束。不過在1937年時，本艦參加大西洋和地中海分艦隊共同舉行的年度海上演習行動，結束演習後再參加法國海軍部長阿爾方斯·加斯尼爾-杜帕克於1937年5月27日舉行海軍閱兵典禮。從1938年開始，布列塔尼級戰艦將指揮儀控制塔中的測距儀替換為8（26英尺3英寸）型號，此次小改裝於1938年10月1日完成，然後本艦一直執行勤務至1939年5月。1939年6月10日，本艦隨第2戰鬥總隊併入地中海分艦隊。

### 第二次世界大戰期間
當第二次世界大戰爆發時，布列塔尼號正駐錨在土倫港口。由於義大利在二戰剛開始時尚處在中立階段，因而對法國地中海艦隊未造成威脅。儘管如此，法國海軍仍派遣3艘布列塔尼級戰艦於1939年9月1日至10月5日間，護送法國本土與法屬北非之間部隊運輸艦隊。1939年12月4日，布列塔尼號與普羅旺斯號、柯爾貝爾號、杜布雷號、普里毛居特號，以及數艘驅逐艦與潛艦航行至達喀爾及法屬西非搜尋德國襲擊商船與海上封鎖的軍艦，但最後沒有找到任何執行勤務的德國軍艦；至12月中時，該特遣艦隊返回地中海。返回土倫後，布列塔尼號開始進行大修，此次工程持續至1940年3月3日為止；改修期間，本艦原先的8（26英尺3英寸）長測距儀替換成長12（39英尺4英寸）型號。
1940年3月11日，布列塔尼號攜帶1,820箱儲備金條，與同樣攜帶1,179箱儲備金條的阿爾及利亞號組成X艦隊，一同從法國本土運往北美洲，並於1940年3月22日抵達加拿大新斯科細亞省哈利法克斯。回程途中，布列塔尼號護送2艘載有法國購買82架飛機的美國商船，準備運往法國本土；1940年4月10日，布列塔尼號返回土倫。5天過後，布列塔尼號與洛林號一同前往法屬阿爾及利亞奧蘭，並於1940年4月18日在當地與普羅旺斯號會合。1940年4月27日，布列塔尼號與其2艘同行艦先是轉移到阿爾及爾，然後再前往埃及亞歷山大港進行任務交接。3艘布列塔尼級戰艦於1940年4月30日通過西西里海峽，途中由法國第3巡洋艦總隊掩護。在前往亞歷山大港途中，3艘布列塔尼級戰艦遇見英國的君权号和马来亚号戰艦，之後護航的法國巡洋艦隊離去，而3艘布列塔尼級戰艦則繼續前往目的地，之後3艦在亞歷山大港被分配到新的X艦隊。
當德國陸軍於1940年5月10日入侵法國後，義大利加入戰爭的可能性變得越來越高；為了因應新戰局，英法聯合海軍司令部決定將海軍力量集中在西地中海。布列塔尼號與普羅旺斯號為此而從X艦隊召回，改由2艘巡洋艦頂替原先這2艦在X艦隊的職位；2艘布列塔尼級戰艦與2艘驅逐艦於1940年5月20日離開亞歷山大港，接著於1940年5月23日抵達比塞大。法國海軍總司令弗朗索瓦·达尔朗上將決定所有主力艦都應集中在凱比爾港，因此2艦接著依照指示前往該地。布列塔尼號與普羅旺斯號於1940年5月27日抵達凱比爾港，並與配有法國最先進軍艦的突襲艦隊（Force de Raid）會合，但法國的海軍威攝能力仍未能成功阻止義大利參戰。

#### 結局：凱比爾港海戰

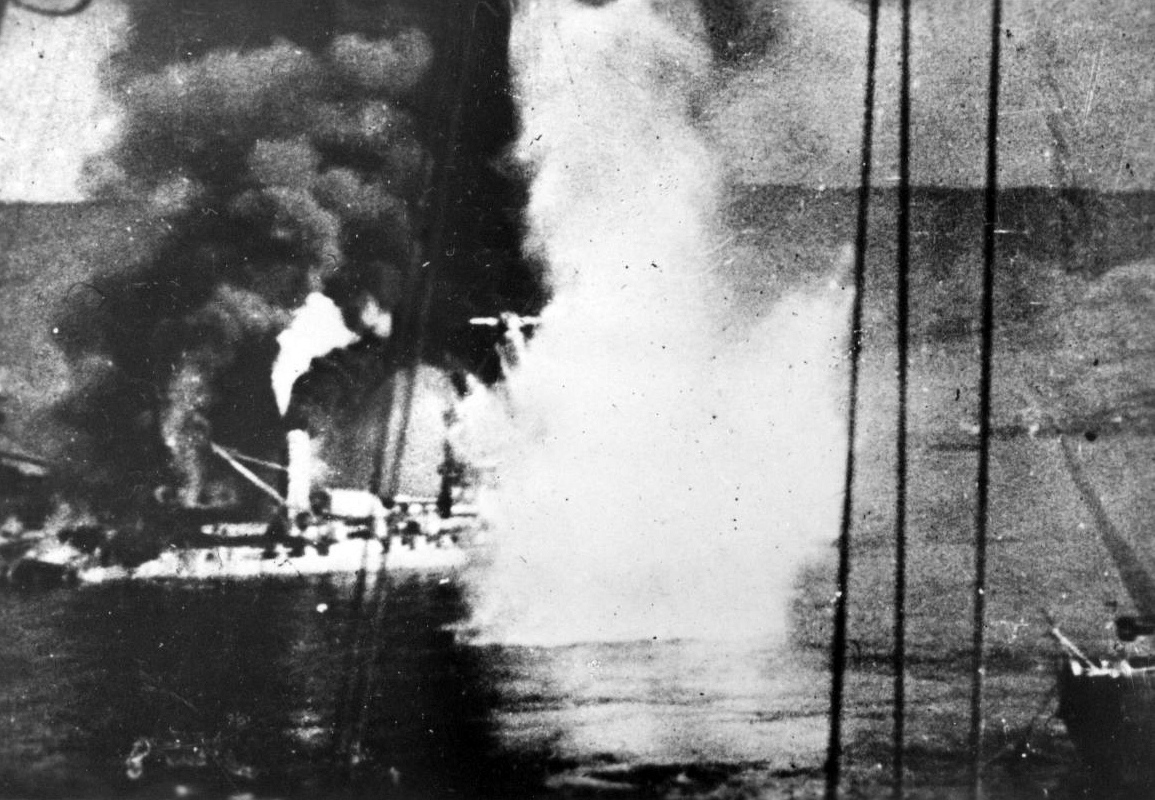
布列塔尼號於凱比爾港海戰中被擊沉。

當法國於1940年6月22日投降時，法軍艦隊在納粹德國與義大利的監視下解除武裝，並與軸心國海軍休戰。然而英國最高指揮部擔心法國艦艇會被軸心國接收，使軸心國海軍在艦艇數量上遠超過英國皇家海軍。溫斯頓·邱吉爾後來授權詹姆士·薩默維爾海軍中將組H艦隊，威脅凱比爾港內的法國艦隊加入英國與自由法國海軍繼續抵抗，或是投降並拘留在同盟國勢力下，再不然就必須鑿沉所有艦艇；如果法軍在期限內皆未回應，英軍會直接將其擊沉。薩默維爾帶領艦隊抵達凱比爾港後，於1940年7月3日向法軍發送最後通牒，但法軍艦隊指揮官馬塞爾-布魯諾·讓蘇爾對此採拖延戰術不做任何回應，並向法國海軍總部求援，於是英軍在通報邱吉爾後，由邱吉爾下令英國艦隊向法艦開火。
已駐紮於凱比爾港一個月以上的布列塔尼號，在英國艦艇射擊中接連被胡德號、決心號、勇士號的4發15英寸（381）口徑炮彈擊中。前三輪齊射中，布列塔尼號就於當日16：59被2發砲彈擊中，其中1發命中第4號砲塔以下水線區域，點燃艦上一部分340（13英寸）口徑砲彈，從而引發大規模爆炸，接著又因爆燃效應毀壞了艙壁和水密門；命中區周邊大火四起，火勢大到超過桅頂，造成多數船員喪生。與此同時，海水從右舷破口大量湧入。幸運的是，湧入的海水暫時阻止大火破壞船身，火勢被控制在船艉340（13英寸）砲彈彈藥庫附近，而這區域已經有一部分裸露在室外。另一發砲彈命中水線上方的中央機艙後引爆，艙內船員因來不及逃命而幾乎喪生，僅1名船員大難不死，艦上的電源與內部通訊系統也在這波攻擊中一併擊毀。
7分鐘後，又有2發高爆彈同時擊中布列塔尼號。一發在三腳桅杆底部引爆，這附近剛好有防空炮，順勢點燃一旁彈藥箱中的防空砲彈。另一發直接穿過船舯炮廓處，並在船內爆炸，炸開後艦體開始漏油，又引發一場巨大的火災。當日17:09時，布列塔尼號發生大規模爆炸，隨後翻覆在海上。艦體沉沒後，共有36名軍官、151名士官、825名船員喪生，占此海戰中總傷亡人數絕大部分，同時是此戰中人員傷亡最慘的艦艇。英軍結束攻擊後，法方人員曾對布列塔尼號殘骸進行初步打撈工作，但一名潛水員試圖用氧乙炔氣切來切開船體時因爆炸而嚴重受傷，加上盟軍於1942年11月開始入侵北非，所以整個行動被迫中斷。後來為了延伸軍港，法國當局不得不將布列塔尼號殘骸移除；所有殘骸於1952年到1954年12月21日間打撈上岸，並拆解報廢。